# Indonesia en los Juegos Paralímpicos de París 2024
Indonesia estuvo representada en los Juegos Paralímpicos de París 2024 por un total de 35 deportistas, 20 hombres y 15 mujeres.

## Medallistas
El equipo paralímpico indonesio obtuvo las siguientes medallas:
| Nombre                                       | Deporte   | Evento                   |
| -------------------------------------------- | --------- | ------------------------ |
| Oro                                          |           |                          |
| Leani Ratri Oktila Hikmat Ramdani            | Bádminton | Dobles SL3-SU5 mixto     |
| Plata                                        |           |                          |
| Karisma Evi Tiarani                          | Atletismo | 100 m T63 femenino       |
| Saptoyoga Purnomo                            | Atletismo | 100 m T37 masculino      |
| Qonitah Ikhtiar Syakuroh                     | Bádminton | Individual SL3 femenino  |
| Leani Ratri Oktila                           | Bádminton | Individual SL4 femenino  |
| Suryo Nugroho                                | Bádminton | Individual SU5 masculino |
| Khalimatus Sadiyah Fredy Setiawan            | Bádminton | Dobles SL3-SU5 mixto     |
| Muhammad Herlangga                           | Bochas    | Individual BC2 masculino |
| Gischa Zayana Felix Ardi Yudha Muhamad Syafa | Bochas    | Equipo BC1-2 mixto       |
| Bronce                                       |           |                          |
| Fredy Setiawan                               | Bádminton | Individual SL4 masculino |
| Dheva Anrimusthi                             | Bádminton | Individual SU5 masculino |
| Gischa Zayana                                | Bochas    | Individual BC2 femenino  |
| Muhamad Syafa                                | Bochas    | Individual BC1 masculino |
| Rina Marlina Subhan Subhan                   | Bádminton | Dobles SH6 mixto         |